# 世界語詞彙
世界語詞彙最初出自於柴門霍夫在1887年出版的《第一本書》（Unua Libro），包含了大約900個詞根。世界語的規則允許使用者在有需要時，從最國際通用的單詞借字並且從其衍生出其他單詞，而不從其借來相關的意義。1894年，柴門霍夫出版了第一本世界語辭典《通用辭典》（Universala vortaro），以五種語言寫成，並且給出了更多組的字根。 
從那以後，許多單詞從其他語言中被借來，主要是西歐語言。近十年來，大部分的借詞與新詞屬於科技或科學術語，這些常用的字大部分是取自於已存在的單詞，例如komputilo（電腦）源自komputi（計算），或是衍生出新的意思，例如muso原意為老鼠，由於英文而增添了滑鼠的含義。世界語者之間常為了特定借詞是否合理或擴展原有詞彙的語意而有爭論。 

## 詞源
世界語的詞源介於自然的（如因特語，單詞多來自其他語言而很少自有的）與人工的（如索來索語，單詞與其他語言沒有任何關連）語言之間。在世界語中，字根會保留從來源語言的形式，除非是因為語音或拼字規則（如ex與eks，team與teamo）的原因。然而，一個詞根可以衍生出數十個詞彙，可能導致衍生詞與來源語言同義的單字不太相似，如registaro（政府），源自於拉丁字根reg（統治）。 

## 單詞構成
柴門霍夫使世界語比起自然語言容易學習的方法之一是創造規則且易於延伸的構詞法。透過詞綴的使用，溝通時所需的核心字彙大大減少，從而使世界語比起其他歐洲語言更具凝聚力。據估計，世界語中的一個字根平均相當於英文中十個單詞的溝通能力。 
然而，另一個相反的趨勢是從儘管並不是那麼通行的希臘語、拉丁語中引入專業詞彙，不過大部分的歐洲人認為這是「國際化」的，能使世界語更中立。許多亞洲人認為，當能夠容易直接衍生出相等的詞彙時（例如借譯，中文有時也如此）就不必再引入，否則對記憶是繁重且不必要的負擔。這時常引發對於特定借詞是否合理的爭論，有時更導致原有詞彙與借詞的重複。例如「書法」，有借譯的belskibro，與直譯的kaligrafio。同樣的情況也發生在其他語言，例如英語的brotherly與fraternal（兄弟般地）、德語的Ornithologie與Vogelkunde（鳥類學）、日語的野球與ベースボール（棒球）、西班牙語的ásquetbol與baloncesto（籃球）、法語的le week-end與la fin de semaine（週末）等。然而，相比於在自然語言中的這種爭論的動機常是國家主義或文化認同，在世界語中，爭論的動機主要是關於如何讓這個語言實用且易用。 

### 詞綴
對初學者最能快速上手的前綴是mal-，代表反義詞。例如peza（重的）與malpeza（輕的）、supren（向上地）與malsupren（向下地）、ami（愛）與malami（恨）、lumo（亮）與mallumo（暗）。然而，除非是笑話等場合，當一個單詞的反義詞已存在於基本詞彙中時，便不使用此前綴。例如suda（南方的），而不是mal+norda（北方的）、manki（缺少），而不是mal+esti（存在）。 
透過詞性變化詞綴的使用，可以創造出很多新詞。例如nur（僅僅）衍生出nura（僅有的）、tiam（那時）衍生出tiama（那時的）、vidi（看）衍生出vido（視線），參見世界語語法。下表的內容通常被稱為詞綴，然而，大多數實際上都是詞彙的根，因為它們可以做為獨立的單詞，且在一個複合詞中的順序是由語意決定的，而不是語法。之所以稱為詞綴，主要因為是來自其他語言的詞綴。某些真正的詞綴，儘管有些可以獨立使用，在一個單詞中的順序是取決於語法，而少數不能獨立使用的則比較接近英文中的詞綴。 
當一個詞根接著許多詞綴時，詞綴的順序很重要，因為順序會影響他們所連接的詞幹，也就是說，外部的會影響內部的。大多數詞綴本身就是詞根，因此可能帶有表示詞性的元音，詞性會依據最終的元音變化，然而，一些詞綴不會影響單詞的詞性。